# Agiamondo

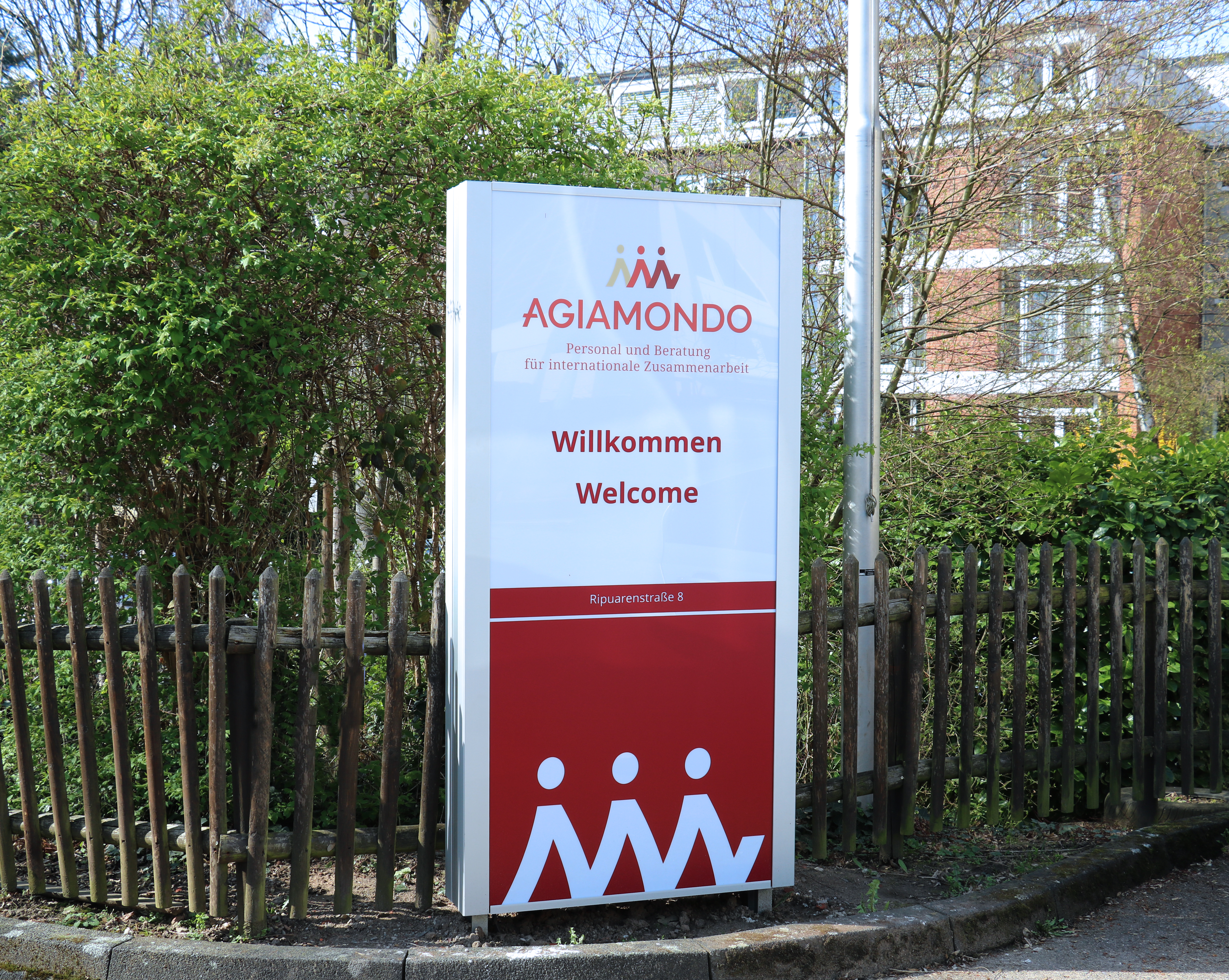
Die AGIAMONDO-Geschäftsstelle in Köln-Deutz

Agiamondo e. V., Eigenschreibweise AGIAMONDO, bis 2019 Arbeitsgemeinschaft für Entwicklungshilfe e. V. (AGEH), ist ein staatlich anerkannter Personaldienstleister der katholischen Kirche in Deutschland. Der Verein vermittelt im Rahmen des Entwicklungshelfer-Gesetzes (EhfG) Fachkräfte für Programme der internationalen Zusammenarbeit. 2021 arbeiteten weltweit rund 250 Fachkräfte in verschiedenen Personalprogrammen, mehrheitlich im Auftrag katholischer Einrichtungen und Initiativen. Darüber hinaus berät Agiamondo die Träger von Freiwilligendiensten und bereitet die Fachkräfte in der Entwicklungszusammenarbeit auf ihre Arbeit im Ausland vor.

## Aufgaben
Agiamondo vermittelt in Zusammenarbeit mit ihren Partnerorganisationen Fachkräfte in Projekte der kirchlichen und nicht-staatlichen Entwicklungszusammenarbeit. Der Einsatz erfolgt in der Regel aus Deutschland und Europa nach Afrika, Asien, Lateinamerika, Ost- und Südosteuropa. Mittlerweile gibt es auch Vermittlungen aus dem Globalen Süden an kirchliche Organisationen und NGOs in Europa (Süd-Nord-Vermittlung).
Nach Vereinsangaben werden die Fachkräfte in Bereichen wie Organisations- und Personalentwicklung, Infrastruktur, Bildung, Gesundheitswesen, humanitäre Hilfe, Umwelt- und Klimaschutz oder Menschenrechtsarbeit geschult und eingesetzt. Über die Fachstelle für internationale Freiwilligendienste (FID) werden von Agiamondo Beratung und Seminare für die Träger von Freiwilligendiensten angeboten.
Agiamondo ist zudem einer von neun Trägern des Zivilen Friedensdienstes (ZFD). Ziel ist es, gemeinsam mit lokalen Partnerorganisationen in Konfliktländern Programme zur Friedensförderung und Gewaltprävention zu unterstützen.
Des Weiteren leitet Agiamondo die Geschäftsstelle des Vereins Exposure- und Dialogprogramme (EDP). EDP organisiert seit Mitte der 1980er Jahre Kurzaufenthalte von Politikern oder anderen Entscheidungsträgern in Ländern Afrikas, Asiens und Lateinamerikas, um ihnen einen Einblick in das Leben vor Ort zu ermöglichen.

## Geschichte
Beim 76. Deutschen Katholikentag 1954 in Fulda gründeten einige katholische Organisationen und Persönlichkeiten eine zunächst informelle „Arbeitsgemeinschaft für Entwicklungshilfe“. Deren Aufgabe war die „Entsendung qualifizierter Laienkräfte in die Entwicklungsländer“. Unter der Führung des Zentralkomitees der deutschen Katholiken versuchte man in der Folge, die Einzelaktionen katholischer Verbände zu koordinieren und in Tagungen Laienhelfer zu schulen.

Logo der AGEH

Nach sechsmonatigen Verhandlungen gründeten 30 Vertreter verschiedener Missionsorden, katholischer Verbände und des Hilfswerks Misereor schließlich am 25. November 1959 den Verein Arbeitsgemeinschaft für Entwicklungshilfe (AGEH) mit Sitz in Köln. Dessen Zweck war laut Protokoll der Gründungssitzung „[…] geeignete Fachkräfte als Helfer für den Aufbau pädagogischer und sozial-karitativer Einrichtungen […] in den Entwicklungsländern zu sammeln und vorzubereiten“. Erster Geschäftsführer war Karl Osner. Gründungspräsident war Paul Koppelberg.
Da die AGEH zunächst lediglich als Dachorganisation bereits bestehender Einrichtungen wirkte, gab es bei der Koordinierung der Aufgaben teilweise Diskussionen über Zuständigkeiten. Dennoch wurden bereits im April 1960 die ersten Handwerkergruppen in mehrmonatigen Vorbereitungskursen geschult. Bis Anfang 1965 schickte die AGEH 352 Fachkräfte in der Entwicklungszusammenarbeit in insgesamt 47 Länder. Die AGEH trat als reiner Vermittler zwischen Projektträger und Fachkraft auf. Ebenfalls Anfang 1965 wurde die Geschäftsstelle von Köln nach Aachen verlegt, der Verein wurde Untermieter bei der Misereor, was die starke Bindung zu dem Hilfswerk verdeutlichte.
1963 übernahm Heinrich Köppler den Vorsitz von Paul Koppelberg. Willi Manderfeld wurde 1964 neuer Geschäftsführer als Nachfolger von Werner Haubrich. Manderfeld setzte sich in den Folgejahren dafür ein, die Zentralisierung unter dem Dach der AGEH voranzutreiben und die Eigenständigkeit der einzelnen Vorbereitungsstätten zu reduzieren. Ab 1966 erschien die Zeitschrift „AGEH – hier und draußen“.
Auch Anfang der 1970er Jahre gab es noch immer getrennte Einrichtungen für die Vorbereitung von Handwerkern in Köln-Deutz und von Akademikern in Bensberg. Manderfeld erstellte 1971 ein Grundsatzpapier zur Zusammenlegung, um eine bessere Zusammenarbeit und niedrigere Kosten zu ermöglichen. 1973 wurden schließlich die Vorbereitungsstätten in Köln-Deutz zusammengelegt. Auch die Führungsebene wurde verschlankt und die Anzahl der Trägerverbände von 35 auf 20 reduziert. Trotz sinkender Vermittlungszahlen hielt man am Konzept eines professionellen Fachdienstes fest. 1972 wurde die Vereinszeitschrift „AGEH – hier und draußen“ umbenannt und erhielt den Namen „Contacts“.
Manfred Sollich war ab 1983 bis 1999 Geschäftsführer der AGEH. In dieser Zeit wurden unter anderen die Personalprogramme „Berater auf Zeit“ und „Fachkräfte in der Erst- und Nothilfe“ eingeführt. 1991 wurde die Fachstelle Internationale Freiwilligendienste (FID) gegründet. Die Fachstelle sollte Träger von internationalen Freiwilligendiensten beraten und unterstützen, dafür wurden von Beginn an verschiedene Seminare angeboten. Seit 1999 ist die AGEH auch Träger des Zivilen Friedensdienstes (ZFD).
Von 2000 bis 2018 war Michael Steeb Geschäftsführer der AGEH. In seiner Amtszeit bekam das Thema Qualitätsentwicklung mit der Einführung der staatlichen Förderprogramme im Jahr 2008 eine größere Bedeutung. Bei der Einführung der staatlichen Programme weltwärts und dem Internationalen Jugendfreiwilligendienstes (IJFD) war Agiamondo über die politische Interessenvertretung der Träger beteiligt und setzte sich nach eigenen Angaben unter anderem dafür ein, dass im Rahmen der Programme auch ausländische Freiwillige nach Deutschland kommen konnten. Nachdem Steeb in Ruhestand gegangen war, übernahm im Mai 2018 die Politikerin Claudia Lücking-Michel die Geschäftsführung.
Zum 60-jährigen Jubiläum im Jahr 2019 gab sich der Verein den neuen Namen Agiamondo. Das Kunstwort setzt sich aus den romanischen Worten für „handeln“ und „Welt“ zusammen. Begründet wurde die Namensänderung auch damit, dass der Begriff „Entwicklungshilfe“ nicht mehr dem heutigen Verständnis der Zusammenarbeit entsprach.

## Organisation

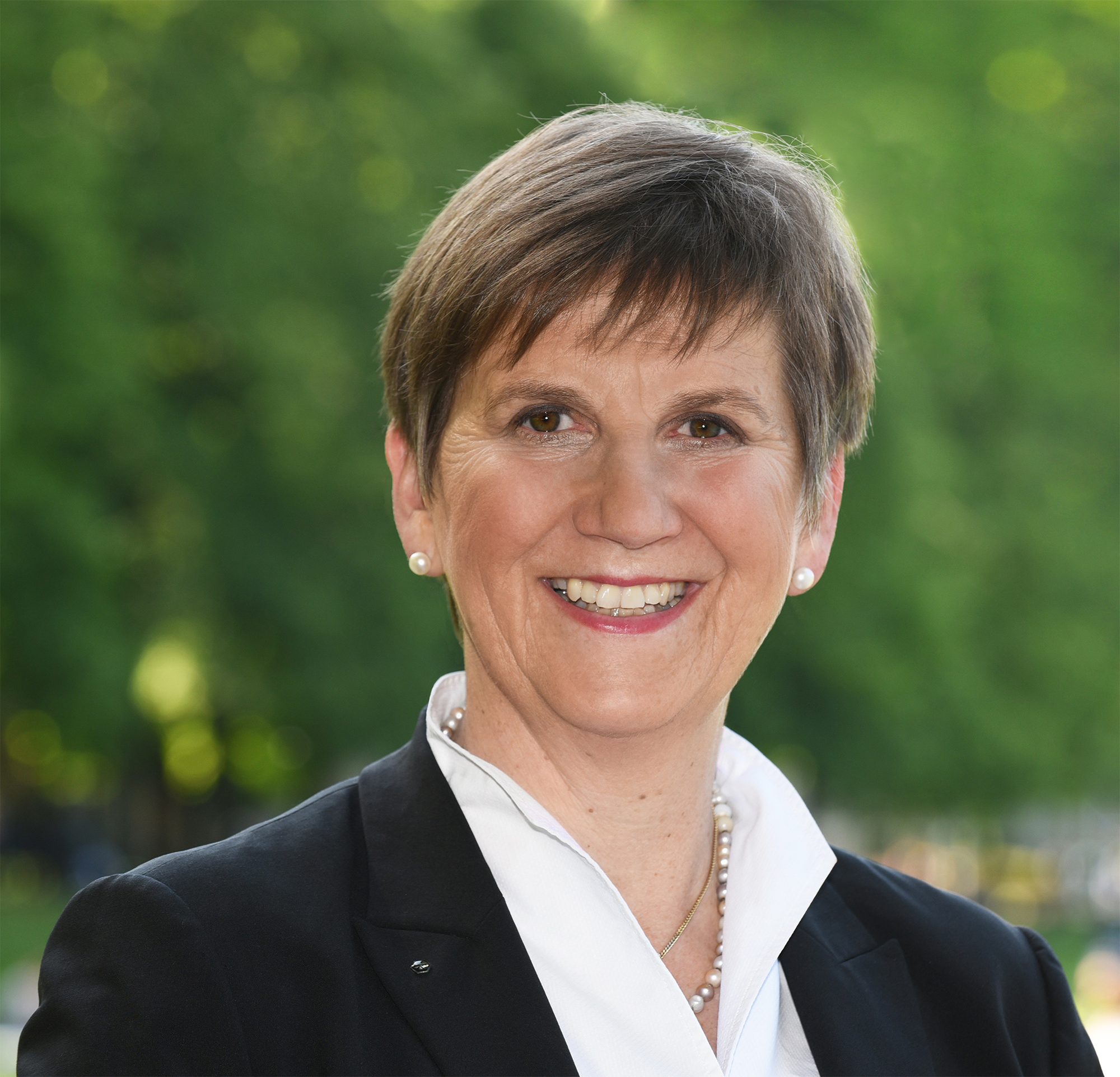
Geschäftsführerin Lücking-Michel

Dem Vorstand von Agiamondo gehören neben dem Vorsitzenden Markus Demele und seinem Stellvertreter Thomas Antkowiak noch Vincent Möller (zurückgekehrte Fachkraft), Birgit Mock und Regina Wildgruber an. Geschäftsführerin ist Claudia Lücking-Michel, ihr Stellvertreter ist Martin Vehrenberg. Geistlicher Beirat ist Stephan Kessler.
Der Verein gliedert sich in die beiden Geschäftsbereiche „Inland und interne Dienste“ (Öffentlichkeitsarbeit, Verwaltung etc.) und „Internationale Zusammenarbeit“ (ZFD, FID, Personalvermittlung u. a.).
Agiamondo ist Mitglied des Vereins Arbeitsgemeinschaft der Entwicklungsdienste (AgdD), der Dachorganisation der sieben vom Bundesministerium für wirtschaftliche Zusammenarbeit und Entwicklung (BMZ) anerkannten Träger des Entwicklungsdienstes in Deutschland.

## Publikationen
- Contacts (Vereinsmagazin, erscheint dreimal jährlich)
- Vom Entwicklungsdienst zum Weltdienst. Selbstverlag, Köln 2019, ISBN 978-3-00-064197-8.
- Issue Paper on Reintegration of Female Ex-Inmates & Their Children (englisch), Advance Africa / Agiamondo / Ziviler Friedensdienst, 2020.
- Toolkit Reflective Peacebuilding (englisch), Agiamondo / Ziviler Friedensdienst, 2022.